# Daniel Tarone
Daniel Tarone (Schlieren, Suiza, 26 de agosto de 1975) es un futbolista suizo. Juega de centrocampista y su actual equipo es el FC Aarau de la Super Liga Suiza.

## Carrera
Daniel Tarone debutó en el FC Zürich en 1993. Entre 1999 y 2000 jugó para el FC Aarau de Suiza, para luego jugar hasta 2001 en el AC Bellinzona. Después de estar otra vez en el FC Aarau durante 2001 y 2002 regresó al FC Zürich donde jugó 77 partidos y anotó 8 goles. Desde 2007 juega en el FC Aarau como centrocampista.

## Clubes
| Club            | País  | Año       |
| --------------- | ----- | --------- |
| FC Zürich       | Suiza | 1993-1999 |
| FC Aarau        | Suiza | 1999-2000 |
| AC Bellinzona   | Suiza | 2000-2001 |
| FC Aarau        | Suiza | 2001-2002 |
| FC Zürich       | Suiza | 2002-2005 |
| FC Schaffhausen | Suiza | 2005-2007 |
| FC Aarau        | Suiza | 2007-     |